# بسمة (اسم)
بسمة هو اسم علم مؤنث من أصل عربي، ومعناه هو المرأة التي تلد التوائم.

## شخصيات تحمل الاسم
- بسمة (ممثلة مصرية، 7 ديسمبر 1976 – )
- بسمة الجبالي (سياسية تونسية، 8 ديسمبر 1975 – )
- بسمة الخطيب (القرن 20 – )
- بسمة بنت سعود بن عبد العزيز آل سعود (1 مارس 1964 – )
- بسمة بنت طلال (أميرة أردنية، شقيقة الملك الحسين بن طلال، 11 مايو 1951 – )
- بسمة بوسيل (مغنية مغربية، 10 مايو 1991 – )
- بسمة حمزة (1979 – )
- بسمة عبدالعزيز (1976 – )
- بسمة قضماني (عالمة سياسة سورية، 29 أبريل 1958 – )
- بسمة وهبة (مذيعة مصرية، 22 يونيو 1972 – )

## وصلات خارجية
- موسوعة السلطان قابوس لأسماء العرب